# 三村晴彦
三村晴彦（みむら はるひこ、1937年〈昭和12年〉4月6日 - 2008年〈平成20年〉8月2日）は、日本の映画監督・演出家。

## 経歴
東京生まれ。1962年早稲田大学文学部仏文科卒。61年に松竹大船撮影所助監督室に入り、加藤泰に師事。助監督をへて、83年「天城越え」で監督デビュー。89年フリーとなり、以後はテレビドラマの演出を手がけた。私淑する加藤泰を真似て、自身の死を知人友人にすぐに知らせず、新聞記事の死亡欄で死を知った人たちの怒りを買った。

## 映画
- 夜叉ヶ池 1979　(脚本)
- 天城越え 1983
- 彩り河 1984
- 愛の陽炎 1985
- 瀬戸内少年野球団・青春篇 最後の楽園 1987

## テレビ
- 「裁かれた絆」日本テレビ、1985年
- 「五島・福江行」TBS 原作・石沢英太郎 1989年
- 「街角の法廷」日本テレビ、原作・髙樹のぶ子 1990年
- 「時効を待つ女 －信州・蛍橋－」TBS、原作・小林久三
- 「落第判定会議」日本テレビ、原作・今井邦博
- 「伊豆の踊子」TBS，小田茜 1992年
- 「新・女検事 霞夕子　罪深き血」日本テレビ 1994年
- 「弘前大学教授夫人殺し」CX ，原作・井上安正
- 「居酒屋兆治」原作・山口瞳,渡辺謙主演
- 「中央流沙」原作・松本清張、1998年
- 「内海の輪」日本テレビ、原作・松本清張、2001年
- 「事故」日本テレビ、原作・松本清張、2002年

ほか「藤枝梅安」「八丁堀捕物ばなし」「御家人斬九郎」「鬼平犯科帳」など